# Falko Zandstra
Falko Zandstra (n. 27 decembrie 1971, Heerenveen⁠(d), Provincia Frizia, Țările de Jos) este un patinator de viteză ce a reprezentat Regatul Țărilor de Jos, medaliat olimpic. A participat la 2 ediții ale Jocurilor Olimpice (1992, 1994) în care a câștigat o medalie de argint și o medalie de bronz.